# فراکس‌فیلد، بدفوردشر
فراکس‌فیلد (به انگلیسی: Froxfield) یک روستا در بریتانیا است که در بدفوردشر مرکزی واقع شده‌است.